# 6191 Еадес
6191 Еадес (6191 Eades) — астероїд головного поясу, відкритий 22 листопада 1989 року.
Тіссеранів параметр щодо Юпітера — 3,220.